# Guillermo Yávar
Guillermo Yávar (26 de março de 1943) é um ex-futebolista chileno. Ele competiu na Copa do Mundo FIFA de 1966, sediada na Inglaterra.